# Lanaudière
Lanaudière est une région administrative du Québec. La région est située le long du Saint-Laurent, à environ 30 kilomètres au nord-est de Montréal, et elle comprend aussi les vallées des rivières L'Assomption et Ouareau. Ses habitants sont des Lanaudois et des Lanaudoises.
On y compte 58 municipalités locales, regroupées en six municipalités régionales de comté (MRC).

## Toponymie
Le nom « Lanaudière » s'utilise seul, sans déterminant. Il a été donné à la région en l'honneur de la famille Tarieu de Lanaudière, membre de la noblesse canadienne-française et ayant donné d'importants seigneurs locaux. Cette famille a possédé la seigneurie de Lanaudière, à cheval sur la région de la Mauricie, et celle de Lavaltrie. On se souvient de Charles-François Tarieu de Lanaudière et de son successeur, Charles-Gaspard Tarieu de Lanaudière,. 

## Géographie
Sont répartis sur son territoire, en ordre d'importance : les forêts (73 %), les terres agricoles (9,7 %), les eaux (8,7 %), les milieux humides (5,5 %) et finalement les surfaces artificielles (3,2 %).

### Situation
La région est située au nord de la région métropolitaine de Montréal. Elle s'étend sur 13 515 km2 de superficie, dont 12 308 km2 qui sont terrestres, soit 0,8 % du territoire québécois. Les collines boisées de la Matawinie couvrent la plus grande partie de son territoire, au centre et au nord, alors que l'extrême-sud correspond à une plaine agricole en processus d'urbanisation.
Elle est bordée par les régions administratives suivantes : à l'ouest, par les Laurentides, à l'est et au nord, par la Mauricie, et au sud, au-delà du fleuve Saint-Laurent, par la Montérégie, Montréal et Laval.

### Relief
Le sud de la région est une plaine agricole faisant partie des basses-terres du Saint-Laurent. L'altitude y varie entre 1 m (au fleuve Saint-Laurent) et une centaine de mètres (au piémont). Le reste de la région est dominé par le relief caractéristique du sud de la chaîne des Laurentides, soit de nombreuses collines dépassant les 400 mètres. Le massif du Mont-Tremblant regroupe les montagnes les plus importantes, autant pour leur altitude que pour leur attractivité récréo-touristique. La montagne Noire (892 mètres) est le point le plus élevé de la région.

### Hydrographie

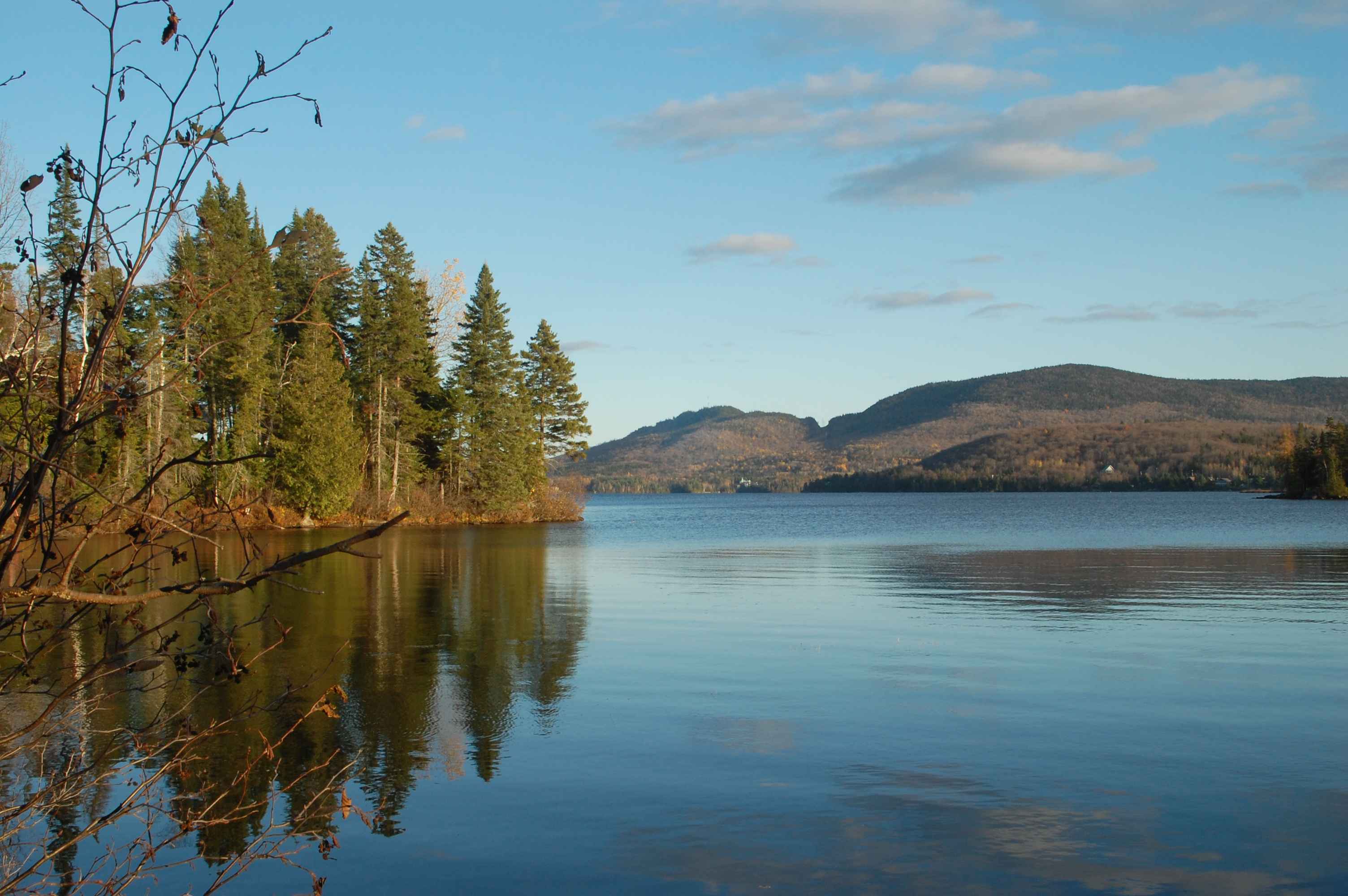
Paysage lanaudois, à Saint-Donat.

Bassins versants de Lanaudière

Lanaudière possède quelques cours d'eau importants et de nombreux lacs. La région est bornée au sud par la rivière des Mille Îles et le fleuve Saint-Laurent dont les tributaires, les rivières L'Assomption et Bayonne sont les plus importants dans la région. Les rivières Matawin, Noire et Ouareau sont également des cours d'eau majeurs. 
Le lac Kempt et le réservoir Taureau sont les deux plus grands plans d'eau de Lanaudière, drainés respectivement par les rivières Manouane et Matawin, affluents du Saint-Maurice. 
Parmi les autres lacs importants de la région, on retrouve les lacs Maskinongé, Ouareau, Archambault et Devenyns.

## Histoire
La région est créée en 1987 et son nom est officialisé en 1988. Dès 1964, la Chambre de commerce régionale se prononçait pour ce nom. Elle tient son origine du fait qu'une partie significative de son territoire ait fait partie de la seigneurie de Lanaudière à partir du régime français,.

## Démographie
| 1986    | 1991    | 1996    | 2001    | 2006    | 2011    | 2016    | 2021    | 2026 |
| ------- | ------- | ------- | ------- | ------- | ------- | ------- | ------- | ---- |
| 279 550 | 335 476 | 375 174 | 388 495 | 429 053 | 471 748 | 494 796 | 528 598 | -    |

| 2031 | 2036 | 2041 | 2046 | 2051 | 2056 | 2061 | 2066 | 2071 |
| ---- | ---- | ---- | ---- | ---- | ---- | ---- | ---- | ---- |
| -    | -    | -    | -    | -    | -    | -    | -    | -    |

## Administration
| Nom          | Chef-lieu       | Population 2021 | Superficie terrestre (km2) | Densité (hab./km2) |
| ------------ | --------------- | --------------- | -------------------------- | ------------------ |
| D'Autray     | Berthierville   | 44 080          | 1 249,3                    | 35,28              |
| Joliette     | Joliette        | 71 124          | 418,12                     | 170,1              |
| L'Assomption | L'Assomption    | 128 087         | 255,65                     | 501,02             |
| Les Moulins  | Terrebonne      | 171 127         | 261,13                     | 655,33             |
| Matawinie    | Rawdon          | 55 500          | 9 528,17                   | 5,82               |
| Montcalm     | Sainte-Julienne | 58 680          | 716,3                      | 81,92              |
| Région       | Région          | 528 598         | 12 313                     | 42,93              |

## Politique

### Ministre responsable
| Années | Années          | Député              | Parti                   |
| ------ | --------------- | ------------------- | ----------------------- |
|        | 2010 - 2012     | Michelle Courchesne | Parti libéral du Québec |
|        | 2012 - 2012     | Alain Paquet        | Parti libéral du Québec |
|        | 2012 - 2014     | Véronique Hivon     | Parti québécois         |
|        | 2014 - 2015     | Pierre Arcand       | Parti libéral du Québec |
|        | 2015 - 2018     | Lise Thériault      | Parti libéral du Québec |
|        | 2018 - 2020     | Pierre Fitzgibbon   | Coalition avenir Québec |
|        | 2020 - en cours | Caroline Proulx     | Coalition avenir Québec |

### Circonscriptions électorales

#### Circonscriptions électorales provinciales
- Berthier : Caroline Proulx (CAQ)
- Bertrand : France-Élaine Duranceau (CAQ)
- L'Assomption : François Legault (CAQ)
- Masson : Mathieu Lemay (CAQ)
- Repentigny : Pascale Déry (CAQ)
- Rousseau : Louis-Charles Thouin (CAQ)
- Terrebonne : Catherine Gentilcore (PQ)
- Joliette : François St-Louis (CAQ)
- Les Plaines : Lucie Lecours (CAQ)

#### Circonscriptions électorales fédérales
- Berthier—Maskinongé : Yves Perron (BQ)
- Joliette—Manawan : Gabriel Ste-Marie (BQ)
- Les Pays-d'en-Haut  : Tim Watchorn (PLC)
- Montcalm : Luc Thériault (BQ)
- Repentigny : Patrick Bonin (BQ)
- Terrebonne : Nathalie Sinclair Desgagné (BQ)

## Éducation
- Cégep régional de Lanaudière

### Centres de services scolaires (CSS)
Les 10 districts sont desservis par les 2 centres de service scolaires de la région et 2 districts par les centres des Laurentides.
- Commission scolaire des Affluents (L'Assomption, Les Moulins, excepté un district partie de Terrebonne desservi par la Commission scolaire de la Seigneurie-des-Mille-Îles)
- Commission scolaire des Samares (D'Autray, Montcalm, Joliette et Matawinie, excepté le district de Saint-Donat desservi par la Commission scolaire des Laurentides).

## Santé
Centre intégré de santé et de services sociaux de Lanaudière :
- centre de santé et de services sociaux du Nord de Lanaudière ;
- centre de santé et de services sociaux du Sud de Lanaudière ;
- centre de réadaptation en déficience physique Le Bouclier ;
- centre de réadaptation La Myriade - déficience intellectuelle et trouble du spectre de l'autisme.
- Centres Jeunesse de Lanaudière

## Tourisme
Consultez l'article détaillé Tourisme dans Lanaudière.

## Patrimoine
Consultez les articles détaillés Liste du patrimoine immobilier de Lanaudière et Liste des lieux patrimoniaux de Lanaudière.

## Logo
C'est en 1985 que le symbole régional de Lanaudière, faisant référence au fléché à la grande ceinture fléchée traditionnelle de L'Assomption aux motifs d'éclairs et de flammes, fut adopté. Ce motif représente l'énergie et l'ardeur des Lanaudois. Le concept vient du Joliettain Guy Jobin et est composé de trois éclairs bleus reliés sous la forme d'un triangle ; Trois éclairs représentant les trois secteurs majeurs d'activités de la région soit l'agroalimentaire, la culture et le tourisme et enfin l'industrie et le commerce. Le symbole est complété par des flammes rouges, à l'extérieur du triangle, signifiant l'exportation, source d'alimentation de l'énergie de la région.